# Ginkgoaceae
Ginkgoaceae é uma família de plantas gimnospermas, em sua maior parte extintas e que viveram principalmente na Era Mesozóica, dos quais o único representante extante (vivo) é a espécie Ginkgo biloba, considerado como um fóssil vivo. No passado houve vários outros gêneros e as florestas de ginkgo existiram. Suas folhas podiam assumir formas diversas dentro de uma única espécie, sendo uma medida pobre da diversidade, mas tudo indica a existência de diversas florestas de ginkgo nos tempos antigos.